# Vênus de Médici
Vênus de Médici é uma escultura grega de tamanho natural da deusa mitólogica do amor Afrodite. É uma cópia em mármore do século I, provavelmente feita em Atenas, de uma estátua de bronze mais antiga no estilo da Afrodite de Cnido, protótipo da família da Vênus Pudica, executada por um escultor da tradição Praxiteliana. A estátua está na Galleria degli Uffizi, em Florença.

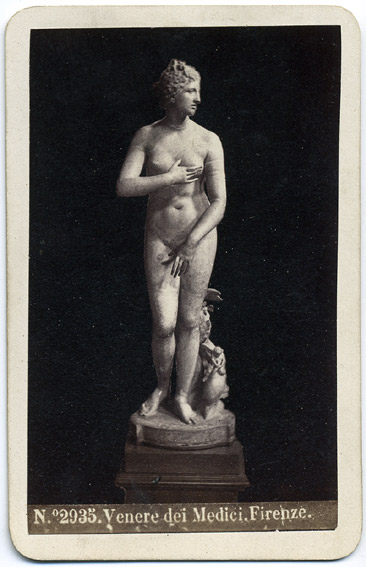
A Vênus de Medici em foto Giorgio Sommer.